# Mario Scalzo
Mario Scalzo (* 11. November 1984 in Saint-Hubert, Québec) ist ein deutsch-kanadischer Eishockeyspieler italienischer Herkunft, der seit Juli 2020 bei den Eispiraten Crimmitschau aus der DEL2 unter Vertrag steht und dort auf der Position des Verteidigers spielt. Zuvor war Scalzo unter anderem zwei Spielzeiten für die Adler Mannheim in der Deutschen Eishockey Liga (DEL) aktiv und bestritt über 220 Partien in der American Hockey League (AHL).

## Karriere

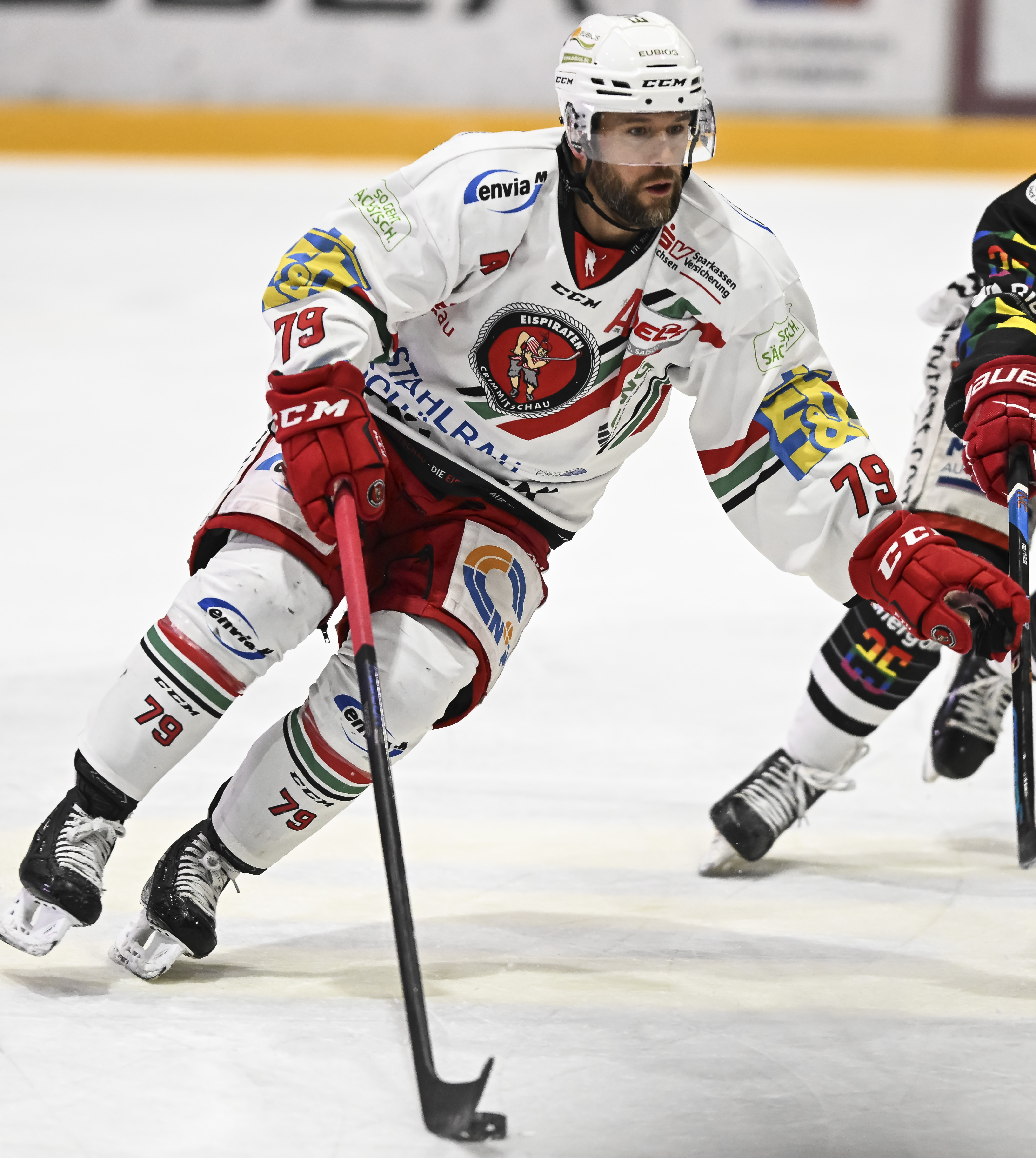
Scalzo im Trikot der Eispiraten Crimmitschau (2023)

Scalzo spielte in seiner Jugendzeit für die Tigres de Victoriaville sowie Océanic de Rimouski in der kanadischen Juniorenliga Ligue de hockey junior majeur du Québec (LHJMQ). Die Zeit bei den Junioren war für den Verteidiger überaus erfolgreich und wurde – neben zahlreichen individuellen Auszeichnungen der Liga – mit den Gewinn des Coupe du Président gekrönt. Im Sommer 2005 unterzeichnete der ungedraftete Free Agent einen Profivertrag bei den Dallas Stars aus der National Hockey League (NHL). Für das Farmteam Dallas’, die Iowa Stars stand Scalzo zwei Jahre in der American Hockey League (AHL) auf dem Eis, blieb in diesem Zeitraum aber ohne NHL-Einsatz für Dallas selbst. Im November 2007 transferierten ihn die Stars innerhalb der AHL im Tausch für Bryce Lampman zum Ligakonkurrenten Norfolk Admirals, bei denen er die Saison 2007/08 zu Ende spielte.
Im Sommer 2008 entschied sich der Abwehrspieler zu einem Wechsel nach Europa und unterzeichnete einen Vertrag beim österreichischen Meister EC Red Bull Salzburg, mit denen er erneut das Finale um die Österreichische Meisterschaft erreichte, allerdings dem EC KAC unterlag. Nach der Spielzeit verließ Scalzo die Salzburger in Richtung Adler Mannheim aus der Deutschen Eishockey Liga (DEL). Dort war er zwei Jahre lang aktiv. Im April 2011 unterzeichnete der Kanadier einen Kontrakt über ein Jahr beim EHC Biel aus der Schweizer National League A (NLA). Nachdem er sich mit Cheftrainer Kevin Schläpfer überworfen hatte, wurde sein Vertrag bereits Anfang Oktober 2011 aufgelöst. Danach erhielt er einen Kurzzeitvertrag über insgesamt sechs Spiele beim Ligakonkurrenten SC Bern, ehe er einen Saisonvertrag bei TPS Turku aus der finnischen SM-liiga unterschrieb und dort das Spieljahr beendete. Im Oktober 2012 verpflichteten ihn der österreichische Klub Graz 99ers zunächst per Probevertrag, der später bis zum Saisonende 2012/13 und danach bis zum Sommer 2014 verlängert wurde. Im Mai 2014 verpflichteten die Piráti Chomutov aus der zweiten tschechischen Liga Scalzo, mit denen er am Saisonende die Meisterschaft der 1. Liga gewann.
Nach dem Gewinn der Zweitligameisterschaft in Tschechien und dem damit verbundenen Aufstieg in die Extraliga trat Scalzo merklich kürzer. Nachdem er mit seiner Frau nach Speyer gezogen war und größtenteils im Betrieb seiner Schwiegereltern gearbeitet hatte, spielte er in den folgenden vier Jahren zwischen 2015 und 2019 nur in der Saison 2016/17 im professionellen Eishockey für Gamyo Épinal in der französischen Ligue Magnus. Im August 2019 erhielt er zunächst einen Probevertrag bei den Kassel Huskies aus der DEL2, verletzte sich jedoch während der Vorbereitung auf die Saison. Im Dezember 2019 erhielt er die deutsche Staatsangehörigkeit und debütierte wenig später für die Kassel Huskies in der DEL2. Im Juni 2020 wurde er vom Ligakonkurrenten Eispiraten Crimmitschau für die Spielzeit 2020/21 verpflichtet, wo er zunächst auf seinen ehemaligen Trainer Mario Richer traf. In der Folge wurde der Vertrag jeweils immer um ein Jahr verlängert.

### International
Scalzo nahm als Mitglied der kanadischen Nationalmannschaft an der Weltmeisterschaft 2011 teil. Er stand in drei Begegnungen auf dem Eis und verbuchte zwei Torvorlagen. Das kanadische Team belegte am Turnierende den fünften Rang.

## Erfolge und Auszeichnungen
| - 2003 Trophée Raymond Lagacé - 2003 LHJMQ All-Rookie Team - 2004 LHJMQ Second All-Star Team - 2005 Coupe-du-Président-Gewinn mit den Océanic de Rimouski - 2005 Trophée Émile Bouchard | - 2005 LHJMQ First All-Star Team - 2005 Memorial Cup All-Star Team - 2009 Österreichischer Vizemeister mit dem EC Red Bull Salzburg - 2015 Meister der 1. Liga und Aufstieg in die Extraliga mit den Piráti Chomutov |

## Karrierestatistik

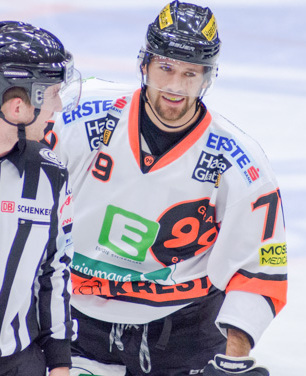
Scalzo als Spieler der Graz 99ers (2013)

Stand: Ende der Saison 2024/25

### International
Vertrat Kanada bei:
- Weltmeisterschaft 2011

(Legende zur Spielerstatistik: Sp oder GP = absolvierte Spiele; T oder G = erzielte Tore; V oder A = erzielte Assists; Pkt oder Pts = erzielte Scorerpunkte; SM oder PIM = erhaltene Strafminuten; +/− = Plus/Minus-Bilanz; PP = erzielte Überzahltore; SH = erzielte Unterzahltore; GW = erzielte Siegtore; 1 Play-downs/Relegation; Kursiv: Statistik nicht vollständig)